# Сонячні бурі серпня 1972 року
Сонячні бурі серпня 1972 року — серія потужних сонячних бур з інтенсивними сонячними спалахами, сонячно-протонними штормами та геомагнітними бурями на початку серпня 1972 року, під час 20-го сонячного циклу. Бурі спричинили збої в електромережах та комунікаційних системах на значній частині Північної Америки, а також збої в роботі супутників. 4 серпня 1972 року бурі призвели до випадкової детонації американських морських мін поблизу Хайфона у Північному В'єтнамі. Час проходження коронального викиду маси від Сонця до Землі був найкоротшим із будь-коли зареєстрованих.

## Сонячно-земні характеристики

### Регіон сонячних плям
Найбільші спалахи на Сонці спостерігалися з 2 по 11 серпня. Більшість сонячної активності походила з активного регіону McMath 11976 (активні регіони — це скупчення пар сонячних плям). McMath 11976 мав надзвичайно складну магнітну структуру і великий, хоча й не винятковий розмір. За той час, поки він був орієнтований у напрямку до Землі, з 29 липня по 11 серпня, McMath 11976 спричинив 67 сонячних спалахів, з них 4 — класу X. Протягом кількох днів він також спричинив численні спалахи білого світла, які зазвичай є відносно рідкісними.
Активна зона була довговічною, проіснувавши протягом п'яти циклів обертання навколо Сонця. Спочатку вона отримала позначення регіон 11947, потім перейшла на невидимий з Землі бік Сонця, потім знову повернулась до Землі як регіон 11976, а на наступних обертах Сонця знову з'являлась як регіон 12007, 12045 та 12088 відповідно.

### Спалах 4 серпня

#### Електромагнітні ефекти
Спалах 4 серпня був одним із найбільших від початку спостережень. Він наситив рентгенівський датчик Solrad 9 приблизно до X5.3, але, за оцінками, радше лежав біля X20, — на межі дуже рідко досяжного рівня R5 за шкалою космічної погоди радіоперешкод NOAA. На частоті 1 ГГц виміряли радіосплеск потужністю 76000 одиниць сонячного потоку. Це був надзвичайно тривалий спалах, який генерував рентгенівське випромінювання вище фонового рівня протягом понад 16 годин. Рідкісне випромінювання в гамма-діапазоні вперше виявила 4 та 7 серпня орбітальна сонячна обсерваторія OSO 7. За оцінками, загальна кількість вивільненої енергії в усьому спектрі електромагнітного випромінювання найбільшого спалаху склала (1—5) × 1032 ергів.

#### Корональний викид маси
Час прибуття пов'язаного зі спалахом коронального викиду маси, 14,6 години, залишається найкоротшим показником тривалості станом на листопад 2023 року: звичайний час прибуття становить 2—3 дні. Попередня серія сонячних спалахів та корональних вибухів очистила міжпланетне середовище від частинок, що дозволило їхній швидший рух у процесі, подібному до сонячної бурі липня 2012 року. Одне дослідження виявило, що надшвидкий спалах 4 серпня вирізняється з усіх інших подій, навіть порівняно з великою сонячною бурею 1859 року, найекстремальнішою відомою сонячною бурею, відомою як подія Каррінгтона. Швидкість викиду становила близько 2850 км/с.
Швидкість сонячного вітру поблизу Землі також могла бути рекордною й за оцінками перевищила 2000 км/с (близько 0,7 % швидкості світла). Швидкість не вдалося виміряти безпосередньо, оскільки вона вийшла за межі шкали вимірювальних приладів. Аналіз магнітограми на Гуамі показав, що ударна хвиля пройшла через магнітосферу на швидкості 3080 км/с, а час початку бурі становив всього лише 62 с. На 1 а. о. напруженість магнітного поля була оцінена в 73 103 нТл, а напруженість електричного поля — понад 200 мВ/м.

#### Подія сонячних частинок
Повторний аналіз, заснований на даних космічної сонячної обсерваторії IMP-5 (також відомої як Explorer 41) показав, що потік іонів >10 МеВ досяг 70 000 частинок·с−1·стерадіан−1·см−2, що наближає його до надзвичайно рідкісного рівня NOAA S5 за шкалою сонячної радіації. Потоки на інших енергетичних рівнях, від м'якого до жорсткого, для енергій >1 МеВ, >30 МеВ та >60 МеВ, також досягали екстремальних значень. Сонячна буря призвела до виснаження полярного стратосферного озонового шару в північній півкулі приблизно на 46 % на висоті 50 км протягом кількох днів, перш ніж атмосфера відновилась. На висоті 39 км виснаження озонового шару зберігалося протягом 53 днів.
Інтенсивний сонячний вітер і викид частинок, пов'язані з корональними викидами маси, призвели до одного з найбільших будь-коли спостережуваних зменшень космічних променів з-за меж Сонячної системи (ефекту Форбуша). Шквал сонячних енергетичних частинок був настільки сильним, що частково компенсував ефект Форбуша. Сонячні енергетичні частинки досягли поверхні Землі, спричинивши подію на рівні землі.

#### Геомагнітна буря
Сонячний спалах та корональні викиди маси 4 серпня сильно вплинули на магнітосферу Землі, яка відреагувала дуже складним чином. Індекс Dst становив всього −125 нТл, що потрапляє лише у відносно поширену категорію «інтенсивних» бур. Спочатку відбулася виняткова геомагнітна реакція, а пізніше локально виникли деякі екстремальні бурі (деякі з них, можливо, у межах суббур), але вважають, що прихід наступних корональних викидів маси з магнітними полями, орієнтованими на північ, змінив орієнтацію міжпланетного магнітного поля з південної на північну, тим самим суттєво пригнічуючи геомагнітну активність, оскільки сонячний вибух значною мірою відхилявся від Землі, а не до неї. У ранньому дослідженні було виявлено надзвичайний діапазон асиметрії ≈450 нТл. Дослідження 2006 року показало, що за сприятливої південної орієнтації міжпланетного магнітного поля індекс Dst міг би перевищити −1600 нТл, що можна порівняти з подією Керрінгтона 1859 року.
Магнітометри в Боулдері, штат Колорадо, Гонолулу, штат Гаваї та інших місцях зашкалили. Станції в Індії зареєстрували геомагнітні раптові імпульси (англ. geomagnetic sudden impulse, GSI) потужністю 301—486 нТл. Розрахований індекс АЕ досяг піку понад 3000 нТл, а Kp досяг 9 на кількох годинних інтервалах (що відповідає рівню NOAA G5).
Магнітосфера швидко та суттєво стиснулася, при цьому магнітопауза зменшилася до 4—5 RЕ, а плазмопауза (межа плазмосфери або нижньої магнітосфери) зменшилася до 2 RЕ або менше. Це стиснення в 2—3 рази від розміру магнітосфери за нормальних умов. За даними «Прогноз-1», динамічний тиск сонячного вітру збільшився приблизно в 100 разів порівняно з нормою.

## Прояви

### Космічні апарати
Астрономи вперше повідомили про незвичайні спалахи 2 серпня, що пізніше було підтверджено орбітальними космічними апаратами. 3 серпня «Піонер-9» зафіксував ударну хвилю та раптове збільшення швидкості сонячного вітру. Ударна хвиля пройшла повз «Піонер-10», який на той час перебував на відстані 2,2 а. о. від Сонця. Сильно стиснута магнітосфера призвела до того, що багато супутників перетинали межі захисного магнітного поля Землі, такі перетини кордонів у магнітооболонку призводили до нестабільних космічних погодних умов та потенційно руйнівного бомбардування електроніки космічних апаратів сонячними частинками. Здатність сонячних панелей супутника зв'язку Intelsat IV F-2 генерувати електрику знизилася на 5 %, що відповідає приблизно 2 рокам зносу. Збій системи живлення призвів до завершення місії супутника DSCS II. Збої в роботі електроніки сканера DMSP спричинили появу аномальних світлих точок на зображеннях південної полярної шапки.

### Наземні прояви та полярне сяйво
4 серпня полярне сяйво сяяло так яскраво, що предмети відкидали тіні на південному узбережжі Великої Британії, а згодом — аж до Більбао в Іспанії, на магнітній широті 46°. До 5 серпня тривали інтенсивні геомагнітні бурі зі швидко рухомими полярними сяйвами яскраво-червоного кольору (відносно рідкісний колір, пов'язаний з екстремальними явищами), видимими опівдні з темних регіонів Південної півкулі.
Радіочастотні ефекти були швидкими та інтенсивними. На освітленій сонцем стороні Землі майже миттєво почалися збої зв'язку на високих радіочастотах та в інших вразливих діапазонах. У середніх широтах утворився нічний шар E.
Генерувалися геомагнітно індуковані струми, спричиняючи значні збої в електричних мережах по всій Канаді та на більшій частині східної та центральної частини США, причому сильні аномалії реєстрували аж до Меріленду та Огайо на півдні, помірні аномалії — в Теннессі, а слабкі аномалії — навіть в Алабамі та північному Техасі. Падіння напруги на 64 % на з'єднанні Північна Дакота — Манітоба було б достатнім для того, щоб спричинити розрив системи, якби це сталося під час умов високого експорту на лінії, що призвело б до масштабного відключення електроенергії. Багато комунальних підприємств США в цих регіонах не повідомляли про жодні збої, ймовірно, завдяки магматичним породам та відмінностям в умовах експлуатації електричних мереж. Компанія Manitoba Hydro повідомила, що потужність, що йшла в зворотному напрямку, з Манітоби до США, впала на 120 МВт протягом кількох хвилин. Захисні реле неодноразово спрацьовували на Ньюфаундленді.
Повідомлялося про збій у коаксіальному кабелі L4 компанії American Telephone and Telegraph між Іллінойсом та Айовою. У той час варіації магнітного поля dB/dt оцінювали близько 800 нТл/хв, а пікова швидкість зміни напруженості магнітного поля досягла понад 2200 нТл/хв у центральній та західній Канаді, хоча перебої, найімовірніше, були спричинені швидким посиленням східного електроструменя іоносфери. American Telephone and Telegraph також зазнала збільшення напруги на 60 вольт на їхньому телефонному кабелі між Чикаго та Небраскою. Було виміряне індуковане електричне поле 7,0 В/км, що перевищувало високострумовий поріг вимкнення. Бурю також виявили в низьких широтах, — у Філіппінах, Бразилії, Японії.

### Військове обладнання

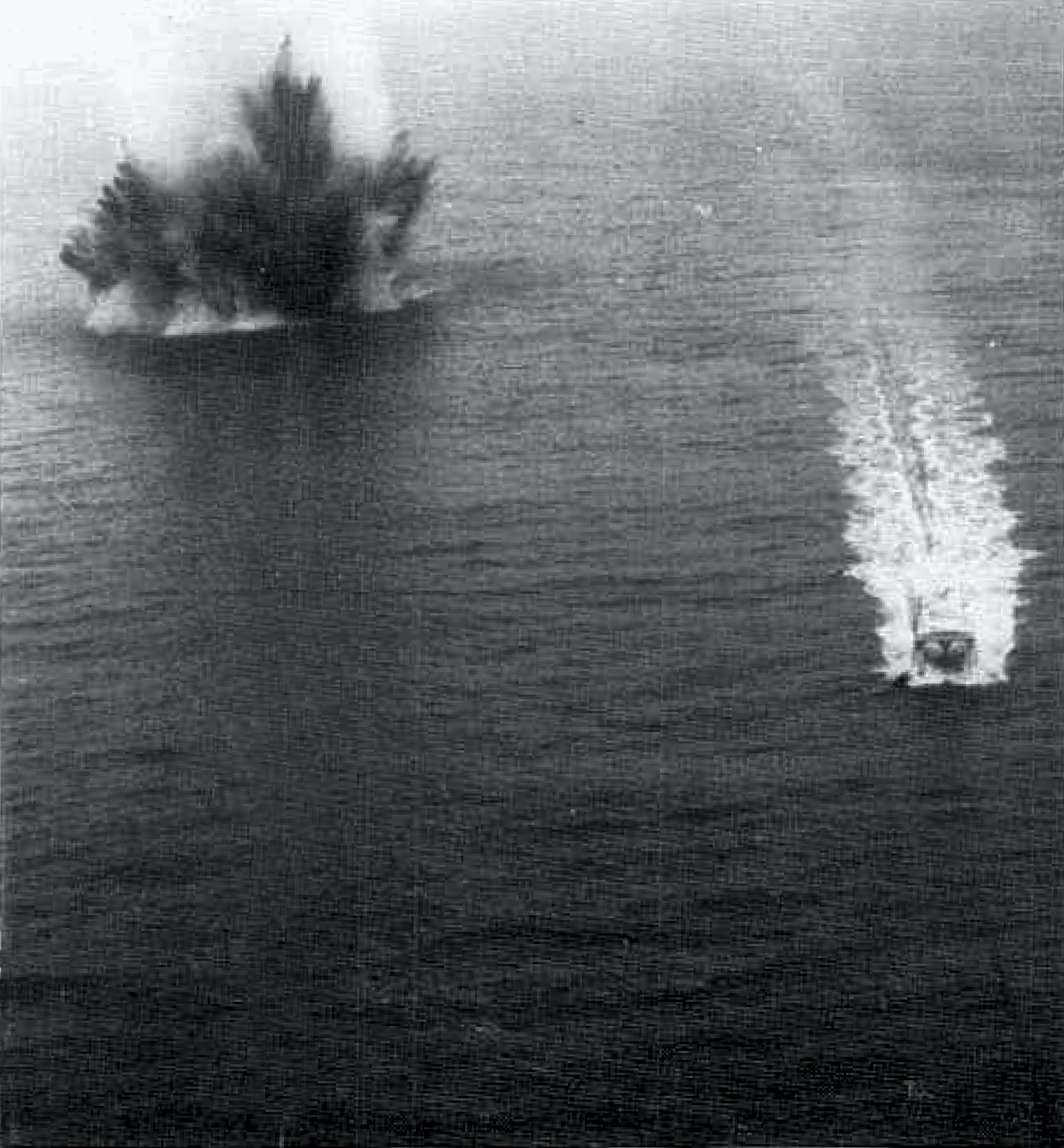
Американська морська міна (ліворуч) вибухнула в Хайфоні під час тралення мін ВМС США (березень 1973 року)

Американські супутники Vela для виявлення ядерних детонацій помилково прийняли сонячну бурю за ядерний вибух, але персонал, який відстежував дані в режимі реального часу, швидко виправив цю помилку.
Як зазначено в розсекречених документах, ВМС США дійшли висновку, що спонтанна, на перший погляд, детонація десятків магнітних морських мін класу «Деструктор» протягом приблизно 30 секунд у районі острова Хон Ла (магнітна широта ≈9°) з високою ймовірністю була результатом інтенсивної сонячної бурі. В одному з повідомлень стверджується, що вибухнули 4000 мін. Було відомо, що сонячні бурі викликають земні геомагнітні збурення, але військовим ще не було відомо, чи можуть ці збурення бути достатньо інтенсивними для підриву мін. Можливу причетність магнітної бурі до вибуху мін підтвердили на зустрічі дослідників ВМС у Центрі прогнозування космічної погоди, а також інші установи й експерти.

### Пілотовані космічні польоти
Сонячна буря сталася між місіями програми «Аполлон». «Аполлон-16» повернувся на Землю 27 квітня 1972 року, а наступна (і зрештою остання) посадка «Аполлона» на Місяць мала відбутися 7 грудня того ж року. Якби місія проводилася протягом серпня, ті, хто перебував би в командному модулі «Аполлона», були б захищені від 90 % випромінювання бурі. Однак ця знижена доза все ще могла б спричинити гостру променеву хворобу. Астронавт, який здійснює вихід у відкритий космос на орбіті або під час роботи на поверхні Місяця, міг зазнати сильної шкоди від радіації або навіть отримати потенційно смертельну дозу. Незалежно від місця розташування, астронавт мав би підвищений ризик захворіти на рак після впливу такої дози радіації.
Це була одна з небагатьох сонячних бур, що сталися в космічну еру та могли спричинити серйозні захворювання. Вона була потенційно найнебезпечнішою сонячною бурею космічної ери. Якби найінтенсивніша сонячна активність на початку серпня відбулось під час космічної місії, це змусило б екіпаж перервати політ і вдатися до надзвичайних заходів, включно з екстреним поверненням та посадкою для надання медичної допомоги.

## Наслідки для геліофізики та суспільства
Буря стала важливою подією в галузі геліофізики, про що свідчать численні дослідження, опубліковані протягом 1970-х і 1980-х років. Також вона призвела до кількох впливових внутрішніх розслідувань та значних змін у політиці. Майже за 50 років після події бурю наново дослідили у статті, опублікованій у жовтні 2018 року в журналі «Space Weather» Американського геофізичного союзу. Ретельні дослідження бурі були можливими лише завдяки обладнанню, встановленому під час Міжнародного геофізичного року у 1957—1958 роках, та подальшій міжнародній науковій співпраці з обміну наборами даних. Дані з наземних станцій та аеростатів пізніше об'єднали з даними космічних апаратів, отримавши набагато повнішу інформацію, ніж це було можливо раніше. Ця буря стала однією з перших бур на початку космічної ери, добре задокументованих космічними приладами. Це переконало як військових, так і НАСА серйозно поставитися до космічної погоди та виділити ресурси на її моніторинг та вивчення.
Автори статті 2018 року за інтенсивністю порівнюють бурю 1972 року з великою бурею 1859 року та стверджують, що це була буря класу події Каррінгтона. Інші дослідники вважають, що подію 1972 року можна було б порівняти з 1859 роком за геомагнітними бурями, якби параметри орієнтації магнітного поля були більш сприятливими, й описують її як «невдалу бурю типу Каррінгтона», що також узгоджується з висновком звіту Королівської інженерної академії 2013 року.